# سوپرگیم (تورنمنت فوتبال)
سوپرگیم یک مسابقه فوتبال سالانه در ورزشگاه اولوی در یوتبری، سوئد است. از سال ۲۰۱۲، معمولاً به عنوان یک بازی بین دو تیم باشگاهی برتر در ماه ژوئیه یا اوت انجام می‌شود. در حالی که بیشتر یک بازی دوستانه است، توجه زیادی به آن می‌شود، زیرا بین باشگاه‌های بزرگ بازی می‌شود. در صورت تساوی در بازی، برای اعلام برنده از ضربات پنالتی استفاده می‌شود.
سوپرگیم‌هایی که منچستر سیتی در آن بازی می‌کند با نام سوپرمچ شناخته می‌شود.

## بازی‌ها
| بارسلونا     | ۰–۰   | منچستر یونایتد      |
| ------------ | ----- | ------------------- |
| بوسکتس '۷۰   | گزارش | اسکولز '۳۲ نانی '۷۰ |
| ضربات پنالتی |       |                     |
| ژاوی · پیکه  | ۲–۰   | نانی · یانگ         |

| پاری سن-ژرمن          | ۰–۱   | رئال مادرید            |
| --------------------- | ----- | ---------------------- |
| ماتویدی '۲۴ وراتی '۷۹ | گزارش | بنزما ۲۳' · مودریچ '۳۷ |

| منچستر یونایتد                                                  | ۵–۲   | گالاتاسرای            |
| --------------------------------------------------------------- | ----- | --------------------- |
| ابراهیموویچ ۴' · رونی ۵۵'، ۵۸' (پنالتی) · فلاینی ۶۲' · ماتا ۷۴' | گزارش | گوموش ۲۲' · بروما ۴۰' |